# Dědina
Die Dědina  (deutsch Diedina), am Oberlauf auch Zlatý potok (deutsch Goldbach) genannt, ist ein rechter Zufluss der Orlice in Tschechien.

## Verlauf
Die Dědina entspringt im Norden des Adlergebirges in 766,5 m n.m.; ihre Quelle befindet sich östlich von Polom unterhalb der Hohen Mense. Der auf diesem Abschnitt auch als Polomský potok bezeichnete Bach durchfließt Polom und nimmt dann südliche Richtung bis Sedloňov, wo der Zlatý potok bzw. Sedloňovský potok einmündet.
Auf dem nachfolgenden Abschnitt wird die Dědina als Zlatý potok bezeichnet. Sie fließt in südsüdwestlich Richtung an den Dörfern Sněžné, Dobřany v Orlických horách und Bystré v Orlických horách vorbei bis Doly und Kounov, wo er den Bach Hluky aufnimmt. Über Žákovec, Kamenice und an Dobré vorbei, über Škutina und Polom führt der weitere Lauf bis Roudné und Masty, wo der Fluss seine Richtung nach Norden ändert und dann zwischen Lhota u Dobrušky, Podbřezí, Skalka, Chábory, Mělčany und Dobruška sein Wasser nach Nordwest führt. Bei Podbřezí erhebt sich über dem Flusstal das Schloss Skalka.
In Chábory wird linksseitig ein ebenfalls Zlatý potok (deutsch Kleiner Goldbach), auch Opočenský náhon, genannter Graben abgeleitet, der bei Podchlumí die Talmulde des Baches Ještětický potok erreicht und diesen aufnimmt. Aus dem Zlatý potok bzw. Opočenský náhon wird bei Vodětín der Jalový potok abgeleitet, der bei Městec wieder in die Dědina mündet.
Durch Pulice, vorbei an der Opařišťský Mlýn und zwischen Pohoří und Bohuslavice hindurch fließt die Dědina bzw. Zlatý potok (deutsch Großer Goldbach) westwärts nach České Meziříčí, wo sich der Bach nach Süden wendet und nach der Einmündung des von Opočno kommenden anderen Zlatý potok (deutsch Kleiner Goldbach) bzw. Opočenský náhon nur noch als Dědina bezeichnet wird.
Entlang der Dědina liegen dann die Orte Vranov, Městec, Klášter nad Dědinou, Ledce, Polánky nad Dědinou und Mitrov. Letzter Zufluss ist der von der Bělá bei Častolovice durch die Hohenbrucker Tafel führende Graben Alba, der auch Třebechovický náhon bzw. Vantroka genannt wird. In Třebechovice pod Orebem erhebt sich rechtsseitig über einer Flussbiegung der geschichtsträchtige Hügel Oreb.
Unterhalb der Stadt Třebechovice pod Orebem mündet die Dědina nach 58,4 km bei 236 m. ü. M. in die Adler. Ihr Einzugsgebiet beträgt 333,2 km²

## Geschichte
Im Mittelalter führte mit dem Habelschwerdter Steig (Bystřická stezka) ein bedeutsamer Handelsweg von Königgrätz über Deschney ins Tal der Glatzer Neiße durch das Tal des Großen Goldbaches. Zum Schutz des Handelsweges wurde von Chábory bachaufwärts eine Kette von sechs Schutzburgen errichtet; kleine Burgen oder Festen befanden sich bei Chábory, Skalka, Kamenice, Kounov und Hluky, den oberen Abschluss bildete eine außergewöhnlich große Burganlage bei Dobřany, deren Name nicht überliefert ist. Im 12. oder 13. Jahrhundert wurde wahrscheinlich durch die Herren von Dobruška im unteren Goldbachtal das Zisterzienserkloster Heiligenfeld gegründet.

## Zu- und Abflüsse
- Zlatý potok (Satteler Goldbach), auch Sedloňovský potok, (l) bei Sedloňov
- Dobřanský potok (l) bei Dobřany
- Hluky (l) bei Kounov
- Kamenický potok (l) bei Kamenice
- Lomský potok (l) bei Polom
- Osečnický potok (l) bei Roudné
- → Zlatý potok (Kleiner Goldbach) bzw. Opočenský náhon (l) bei Chábory
  - Ještětický potok (l) bei Podchlumí
  - Trnovský potok (l) bei Podchlumí
  - → Neplatil (r) bei Podchlumí
  - Houdkovický potok (l) bei Semechnice
  - Neplatil (r) im Teich Broumar bei Opočno
  - → Jalový potok (l) bei Vodětín
    - Dobříkovecký potok (l) bei V Lípách
    - Vojenický potok (l) bei Mokré

  - Prkenná (r) bei Podzámčí
- Brtevský potok (r) in Dobruška
- Halinský potok (r) bei Opařiště
- Bohuslavický potok (r), bei Bohuslavice
- Rohenický potok (r), bei České Meziřičí
- Zlatý Crk (l) bei České Meziřičí
- Zlatý potok (Kleiner Goldbach) bzw. Opočenský náhon (l) bei České Meziřičí
- Haťský potok (r) bei Vranov
- Ohnišťovský potok (l) bei Vranov
- Jalový potok (l) bei Městec
- Jílovický potok (r) bei Městec
- Chropotínský potok (l) in Ledce
- Bezedný potok (l) bei Mitrov
- Pavlovský potok (r) oberhalb Třebechovice pod Orebem
- Alba bzw. Třebechovický náhon (l) in Třebechovice pod Orebem